# St. Petersburg Ladies Trophy 2022
St. Petersburg Ladies Trophy 2022 byl tenisový turnaj ženského profesionálního okruhu WTA Tour, hraný v aréně Sibur na dvorcích s tvrdým povrchem Rebound Ace. Konal se mezi 7. až 13. únorem 2022 v ruském Petrohradu jako třináctý ročník turnaje.
Turnaj s rozpočtem 768 680 dolarů patřil do kategorie WTA 500. Nejvýše nasazenou hráčkou ve dvouhře se stala osmá tenistka světa Maria Sakkariová z Řecka, která prohrála finálový duel. Jako poslední přímá účastnice do dvouhry nastoupila 77. hráčka žebříčku, Běloruska Aljaksandra Sasnovičová.
Šestý singlový titul na okruhu WTA Tour vyhrála  Estonka Anett Kontaveitová. Svou halovou neporazitelnost navýšila na 20 zápasů, což se naposledy před ní podařilo Justine Heninové v letech 2007 až 2010. Čtyřhru ovládl rusko-americký pár Anna Kalinská a Caty McNallyová, jehož členky získaly první společnou trofej.

## Rozdělení bodů a finančních odměn

### Rozdělení bodů
| Soutěž  | vítězky | finalistky | semifinalistky | čtvrtfinalistky | 16 v kole | 32 v kole | Q  | Q3 | Q2 | Q1 |
| ------- | ------- | ---------- | -------------- | --------------- | --------- | --------- | -- | -- | -- | -- |
| dvouhra | 470     | 305        | 185            | 100             | 55        | 1         | 25 | 18 | 13 | 1  |
| čtyřhra | 470     | 305        | 185            | 100             | 1         | —         | —  | —  | —  | —  |

### Finanční odměny
| Soutěž                                | vítězky   | finalistky | semifinalistky | čtvrtfinalistky | 16 v kole | 32 v kole | Q3      | Q2      | Q1      |
| ------------------------------------- | --------- | ---------- | -------------- | --------------- | --------- | --------- | ------- | ------- | ------- |
| dvouhra                               | 108 000 $ | 66 800 $   | 39 000 $       | 18 500 $        | 9 500 $   | 6 200 $   | 3 345 $ | 2 375 $ | 1 800 $ |
| čtyřhra                               | 36 200 $  | 22 000 $   | 12 500 $       | 6 500 $         | 3 900 $   | —         | —       | —       | —       |
| částky ve čtyřhře jsou uvedeny na pár |           |            |                |                 |           |           |         |         |         |

## Ženská dvouhra

### Nasazení
| Stát                          | Hráčka                     | WTA | Nasazení |
| ----------------------------- | -------------------------- | --- | -------- |
| Řecko                         | Maria Sakkariová           | 8.  | 1.       |
| Estonsko                      | Anett Kontaveitová         | 9.  | 2.       |
| Kazachstán                    | Jelena Rybakinová          | 12. | 3.       |
| Rusko                         | Anastasija Pavljučenkovová | 14. | 4.       |
| Švýcarsko                     | Belinda Bencicová          | 19. | 5.       |
| Česko                         | Petra Kvitová              | 24. | 6.       |
| Lotyšsko                      | Jeļena Ostapenková         | 25. | 7.       |
| Belgie                        | Elise Mertensová           | 26. | 8.       |
| Žebříček WTA k 31. lednu 2022 |                            |     |          |

### Jiné formy účasti
Následující hráčky obdržely divokou kartu do hlavní soutěže:
- Petra Kvitová
- Kamilla Rachimovová
- Wang Sin-jü
- Věra Zvonarevová

Následující hráčky postoupily z kvalifikace:
- Varvara Gračovová
- Kaja Juvanová
- Jule Niemeierová
- Rebecca Petersonová

Následující hráčka postoupila z kvalifikace jako šťastná poražená:
- Bernarda Peraová

### Odhlášení
před zahájením turnaje
- Paula Badosová → nahradila ji  Irina-Camelia Beguová
- Ons Džabúrová → nahradila ji  Aljaksandra Sasnovičová
- Anhelina Kalininová → nahradila ji  Čang Šuaj
- Darja Kasatkinová → nahradila ji  Jaqueline Cristianová
- Anastasija Pavljučenkovová → nahradila ji  Bernarda Peraová
- Karolína Plíšková → nahradila ji  Alizé Cornetová
- Julia Putincevová → nahradila ji  Anastasija Potapovová
- Sara Sorribesová Tormová → nahradila ji  Andrea Petkovicová

v průběhu turnaje
- Jelena Rybakinová

## Ženská čtyřhra

### Nasazení
| Stát                                                                      | Hráčka                 | Stát     | Hráčka             | WTA | Nasazení |
| ------------------------------------------------------------------------- | ---------------------- | -------- | ------------------ | --- | -------- |
| Rusko                                                                     | Veronika Kuděrmetovová | Belgie   | Elise Mertensová   | 13. | 1.       |
| Ukrajina                                                                  | Ljudmyla Kičenoková    | Lotyšsko | Jeļena Ostapenková | 57. | 2.       |
| Čína                                                                      | Sü I-fan               | Čína     | Jang Čao-süan      | 74. | 3.       |
| Japonsko                                                                  | Eri Hozumiová          | Japonsko | Makoto Ninomijová  | 86. | 4.       |
| Žebříček WTA k 31. lednu 2022; číslo je součtem umístění obou členek páru |                        |          |                    |     |          |

### Jiné formy účasti
Následující páry obdržely divokou kartu do hlavní soutěže:
- Darja Mišinová /  Jekatěrina Šalimovová
- Jelena Vesninová /  Věra Zvonarevová

Následující pár nastoupil pod žebříčkovou ochranou:
- Kamilla Rachimovová /  Jekatěrina Šalimovová

### Odhlášení
před zahájením turnaje
- Nadija Kičenoková /  Ioana Raluca Olaruová → nahradily je  Sorana Cîrsteaová /  Ioana Raluca Olaruová
- Veronika Kuděrmetovová /  Elise Mertensová → nahradily je  Jekatěrina Alexandrovová /  Jana Sizikovová
- Magda Linetteová /  Bernarda Peraová → nahradily je  Irina Baraová /  Jekatěrine Gorgodzeová

## Přehled finále

### Ženská dvouhra
- Anett Kontaveitová vs.  Maria Sakkariová, 5–7, 7–6(7–4), 7–5

### Ženská čtyřhra
- Anna Kalinská /  Caty McNallyová vs.  Alicja Rosolská /  Erin Routliffeová, 6–3, 6–7(5–7), [10–4]